# El Corcó
El Corcó, revista ocasional a carta cabal va ser una publicació satírica apareguda a Sueca en 1979. Editada per Salvador Teodoro Campos, va tindre una publicació irregular entre 1979 i 1981. Junt a El dàtil de Gandia, de qui va prendre el relleu, va ser un dels intents de recuperar la premsa satírica valenciana a finals dels anys 70. Tenien un àmbit de distribució local, però també es va distribuir a València Capital.
Va ser fundada l'1 de novembre de 1979 per iniciativa de Vicent Ferri Simó, director i dissenyador de la publicació. La revista va publicar 13 números fins al seu tancament el 2 de novembre de 1981. La periodicitat era teòricament quinzenal. Tenia un preu de 30 pessetes, estava escrita en valencià i feia sàtira de la política local i valenciana en general. Entre els col·laboradors hi hagué Antoni Furió, Josep Franco i Emili Piera, així com els dibuixants Miquel Guillem Romeu i Miquel Llàcer Sopiña. El contingut d'humor gràfic ocupava entre un 60 i un 70% del total. La publicació es va imprimir inicialment a València i en els últims números en Gráficas Sancho de Sueca.